# Monica Iacob-Ridzi
Monica Maria Iacob-Ridzi (* 30. Juni 1977 in Petroșani, Kreis Hunedoara) ist eine rumänische Politikerin und Mitglied des Europäischen Parlaments für die Partidul Democrat. Im Zuge der Aufnahme Rumäniens in die Europäische Union gehörte sie vom 1. Januar 2007 bis zum 18. Dezember 2008 dem Europäischen Parlament an und war dort Mitglied der Fraktion der Europäischen Volkspartei (Christdemokraten) und Europäischer Demokraten.
Vom 22. Dezember 2008 bis zum 14. Juli 2009 war Iacob-Ridzi Ministerin für Jugend und Sport in der Regierung von Ministerpräsident Emil Boc. Sie trat nach Korruptionsvorwürfen aus der Regierung zurück und wurde im Januar 2014 – zu diesem Zeitpunkt noch nicht rechtskräftig – zu fünf Jahren Haft verurteilt.

## Posten als MdEP
- Mitglied im Haushaltsausschuss
- Mitglied in der Delegation für die Beziehungen zu der Volksrepublik China
- Stellvertreterin im Haushaltskontrollausschuss
- Stellvertreterin im Ausschuss für Beschäftigung und soziale Angelegenheiten
- Stellvertreterin in der Delegation für die Beziehungen zu den Vereinigten Staaten